# Eugeniusz Waśkowski
Eugeniusz Włodzimierz Waśkowski (ur. 21 lutego?/5 marca 1866 w Akermanie, Besarabia, zm. 29 maja 1942 w Warszawie) – polski prawnik, profesor uniwersytetu w Odessie i Uniwersytetu Wileńskiego, członek Polskiej Akademii Umiejętności, członek Komisji Kodyfikacyjnej RP.

## Życiorys
Był synem ziemianina Włodzimierza i Malwiny z Czechowskich. Miał brata Anatola - sędziego Sądu Najwyższego. Uczęszczał do gimnazjum w Odessie, w latach 1884–1888 studiował prawo na uniwersytecie w Odessie; uzupełniał studia na uniwersytetach w Berlinie, Lipsku i Paryżu (1888). Naukę w Odessie zakończył uzyskaniem stopnia kandydata praw na podstawie pracy Ograniczenie windykacji (1888). Odbył aplikację sądową w Odessie (1888–1894), następnie pracował jako adwokat; w 1897 habilitował się na uniwersytecie w Odessie (praca Organizacyja adwokatury) i został docentem w Katedrze Postępowania Cywilnego tej uczelni. Wraz z nominacją na profesora nadzwyczajnego (1904) objął kierownictwo Katedry. Na podstawie pracy Cywilisticzeskaja mietodołogija uzyskał w 1901 stopień doktora prawa cywilnego. W roku akademickim 1906/1907 pełnił funkcję prorektora uniwersytetu w Odessie, a od 1907 był profesorem zwyczajnym. Utracił miejsce pracy w 1909 za przeciwstawianie się polityce represji wobec uczestników powstania 1905. Ponownie zatrudniony w 1917, objął swoją poprzednią katedrę oraz został dziekanem Wydziału Prawa. W Odessie przebywał do 1924 r.
Od 1924 był profesorem Uniwersytetu Wileńskiego; kierował Katedrą Prawa i Procedury Cywilnej i Katedrą Prawa Cywilnego, pełnił funkcję dziekana Wydziału Prawa w roku akademickim 1925/1926, a od 1936 prowadził wykłady jako profesor honorowy. 
W 1938 został powołany na członka korespondenta Polskiej Akademii Umiejętności. Należał również do Towarzystwa Przyjaciół Nauk w Wilnie oraz Towarzystwa im. Ignacego Daniłowicza w Wilnie. Pełnił funkcję sędziego pokoju w Odessie (1917–1919), w Wilnie był od 1919 prezesem Zjazdu Miejskiego Sędziów Pokoju. Od 1926 (do wybuchu II wojny światowej) brał udział w pracach Rady Prawniczej Ministerstwa Sprawiedliwości, od 1928 zasiadał w Komisji Kodyfikacyjnej RP; był także sędzią honorowym przy wileńskim Sądzie Okręgowym.
Wilno opuścił tuż przed wojną. Zamieszkał w Warszawie na Saskiej Kępie. Zmarł  29 maja 1942 r. i - jak ustalono w 2021 r. - 2 czerwca 1942 r. został pochowany na Starych Powązkach.  

## Najważniejsze publikacje
Zainteresowania naukowe Waśkowskiego obejmowały postępowanie cywilne oraz teorię prawa cywilnego. W pracy Kurs grażdanskogo processa (1913) omówił szeroko sądownictwo, podmioty i przedmioty prawa oraz stosunki procesowe według ustawy rosyjskiej. Opracował podstawowe źródła do poznania polskiego procesu cywilnego (Podręcznik procesu cywilnego, 1932; System procesu cywilnego, 1932). Zajmował się także prawem morskim handlowym. Współpracował z "Gazetą Sądową Warszawską". 
Z innych prac Waśkowskiego można wymienić:
- Uczebnik grazdanskogo prawa (1894–1896, 2 tomy)
- Buduszczeje russkoj adwokatury (1895)
- Teorya posiadania Iheringa (1895)
- Zadaczi po russkomu grażdanskomu processu (1907)
- Zarys teorji interpretacji prawa (1914)
- Twórczość nowych sądów w dziedzinie prawa i procedury cywilnej (1915)
- Przyznanie stron w procesie cywilnym (1927)
- Istota procesu cywilnego (1936)
- Teorja wykładni prawa cywilnego (1936)
- Skarga, powództwo i prawo do ochrony sądowej (1937)
- Istota czynności procesowych (1938)